# Mala Moštanica
Mala Moštanica (cyr. Мала Моштаница) – wieś w Serbii, w mieście Belgrad, w gminie miejskiej Obrenovac. W 2011 roku liczyła 1805 mieszkańców.